# Кејт Хадсон
Кејт Гари Хадсон (енгл. Kate Garry Hudson; Лос Анђелес, 19. април 1979) америчка је глумица и певачица.
Хадсонова је дебитовала на филму 1998, након чега су уследиле споредне улоге у 200 цигарета (1999), Др. Т и жене и Трач (обе 2000). Међународну славу стекла је улогом Пени Лејн у филму Корак до славе (2000) Камерона Кроуа, за који је освојила Златни глобус за најбољу споредну глумицу и номинована за Оскара у истој категорији.
Током 2000-их, Хадсон је глумила у низу романтичних комедија, као што су Алекс и Ема, Како изгубити дечка за 10 дана (обе 2003), Ти, ја и Дупри (2006), Злато будале, Девојка мог најбољег пријатеља (обе 2008) и Ратови невеста (2009). На телевизији је играла понављајућу улогу Касандре Џул у хит серији Гли (2012–13).
Хадсон је суоснивач фитнес бренда и програма за чланство Фаблетикс. Године 2016. Хадсонова је објавила своју прву нефикцијску књигу.

## Биографија
Хадсон је рођена у Лос Анђелесу, Калифорнија, као ћерка Оскара награђене глумице Голди Хон и Била Хадсона, глумца, комичара и музичара. Њени родитељи су се развели када је имала 18 месеци, а њу и њеног старијег брата, глумца Оливера Хадсона, одгајали су њена мајка и њен дугогодишњи дечко, глумац Курт Расел. Хадсонино порекло је италијанско (од њене баке по оцу), мађарско-јеврејско (од њене баке по мајци), а остатак мешавина енглеског и нешто немачког.

## Дискографија
Студијски албуми
- (2024)

## Филмографија
| Улоге  |                                |               |                                 |          |
| Година | Српски назив                   | Изворни назив | Улога                           | Напомена |
| 1998.  |                                |               | Лорна                           |          |
| 1998.  |                                |               | Скај Дејвидсон                  |          |
| 1999.  |                                |               | Синди                           |          |
| 2000.  | Све о Адаму                    |               | Луси Овенс                      |          |
| 2000.  | Трач                           |               | Наоми Престон                   |          |
| 2000.  |                                |               | Пени Лејн                       |          |
| 2000.  |                                |               | Ди Ди                           |          |
| 2002.  | Четири пера                    |               | Ена                             |          |
| 2003.  | Како изгубити дечка за 10 дана |               | Енди Андерсон                   |          |
| 2003.  |                                |               | Ема Дисмор/Илва/Елза/Елдора/Ана |          |
| 2003.  |                                |               | Изабела Вокер                   |          |
| 2004.  |                                |               | Хелен Харис                     |          |
| 2005.  | Кључ тајни                     |               | Керолајн Елис                   |          |
| 2006.  |                                |               | Моли Питерсон                   |          |
| 2008.  |                                |               | Тес Финеген                     |          |
| 2016.  | Пакао на хоризонту             |               |                                 |          |
| 2022.  | Нож у леђа: Стаклени лук       |               | Берди Џеј                       |          |
| 2025.  | Плејмејкерка                   |               | Ајла Гордон                     |          |